# Musée du papier de Pescia
Le Musée du papier de Pescia (Museo della Carta di Pescia) est un musée situé en Toscane qui documente l'art du « papier fait main »  . Fondée en 1996 par l' Association du musée du papier Pescia Onlus, a son siège dans la Cartiera Le Carte , achetée en 2003 par l'Association.

## Description
Le musée abrite environ 7 000 pièces de formes filigranées à partir de papier, de cires à filigrane, de poinçons, de tôles et de tampons  et 600 mètres linéaires de documents relatifs aux  Antiche catiere Magnani Pescia  qui constituent les ' Archives historiques Magnani  .

## Histoire

### Moulin à papier «Les Cartes»
L'ancienne usine de papier, appelée Le Carte, est l'un des monuments les plus importants de l'archéologie industrielle de la Toscane. Il est représentatif du modèle typique  du développement de la fabrication du papier génois-toscan au Moyen Âge et à l'époque moderne, tant par son emplacement, presque au centre du quartier du papier du ruisseau Pescia que pour les canons de l'architecture et l'équipement ancien qu'il conserve.
Construit en 1712, il fut agrandi en 1725 par la famille Ansaldi qui le vendit ensuite à Agostino Calamari en 1825. En 1860, il a été acheté par la famille Magnani et a continué à produire du papier fait main jusqu'en 1992  .

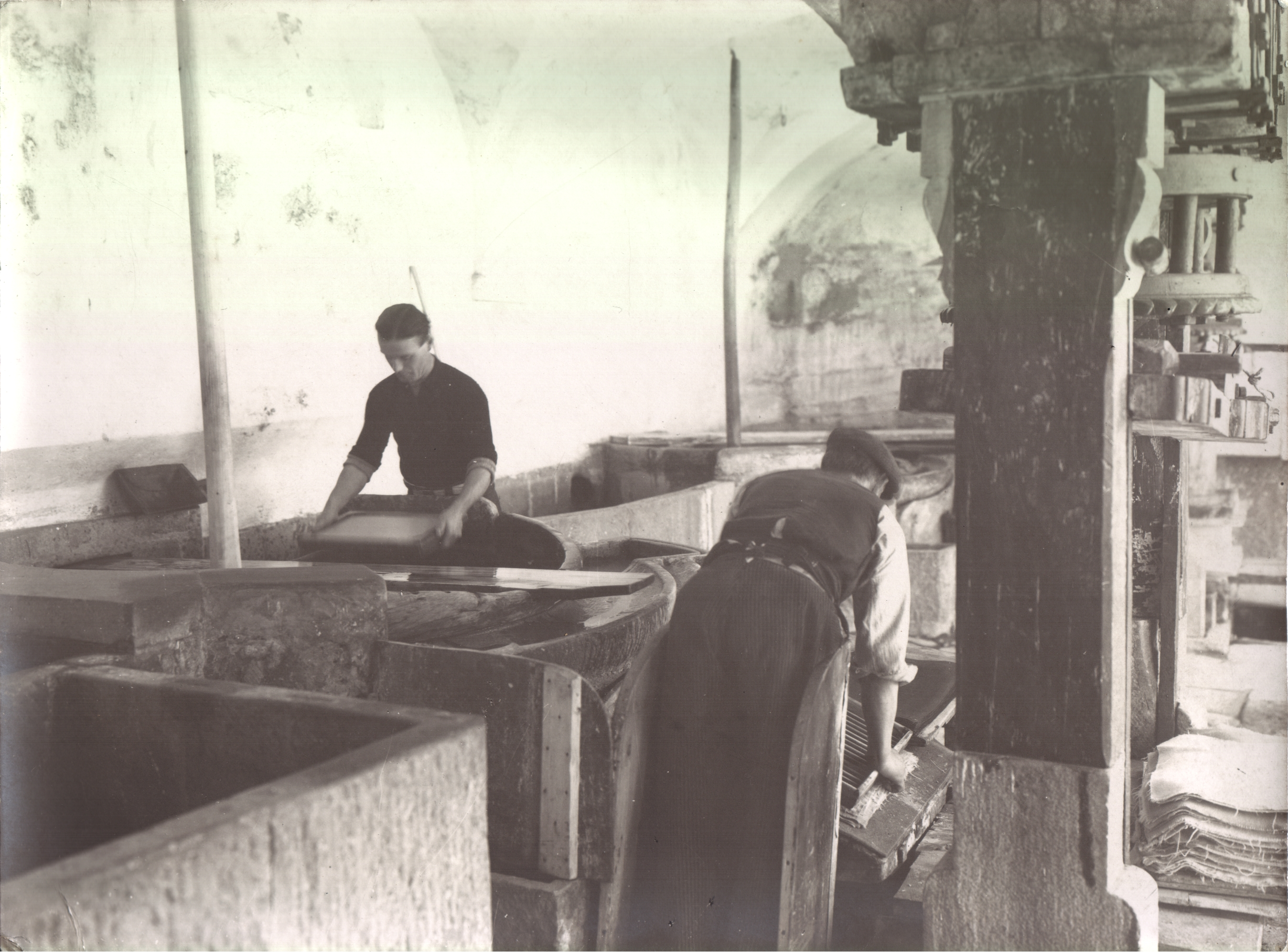
Salle des cuves. Premières décennies du XXe siècle.
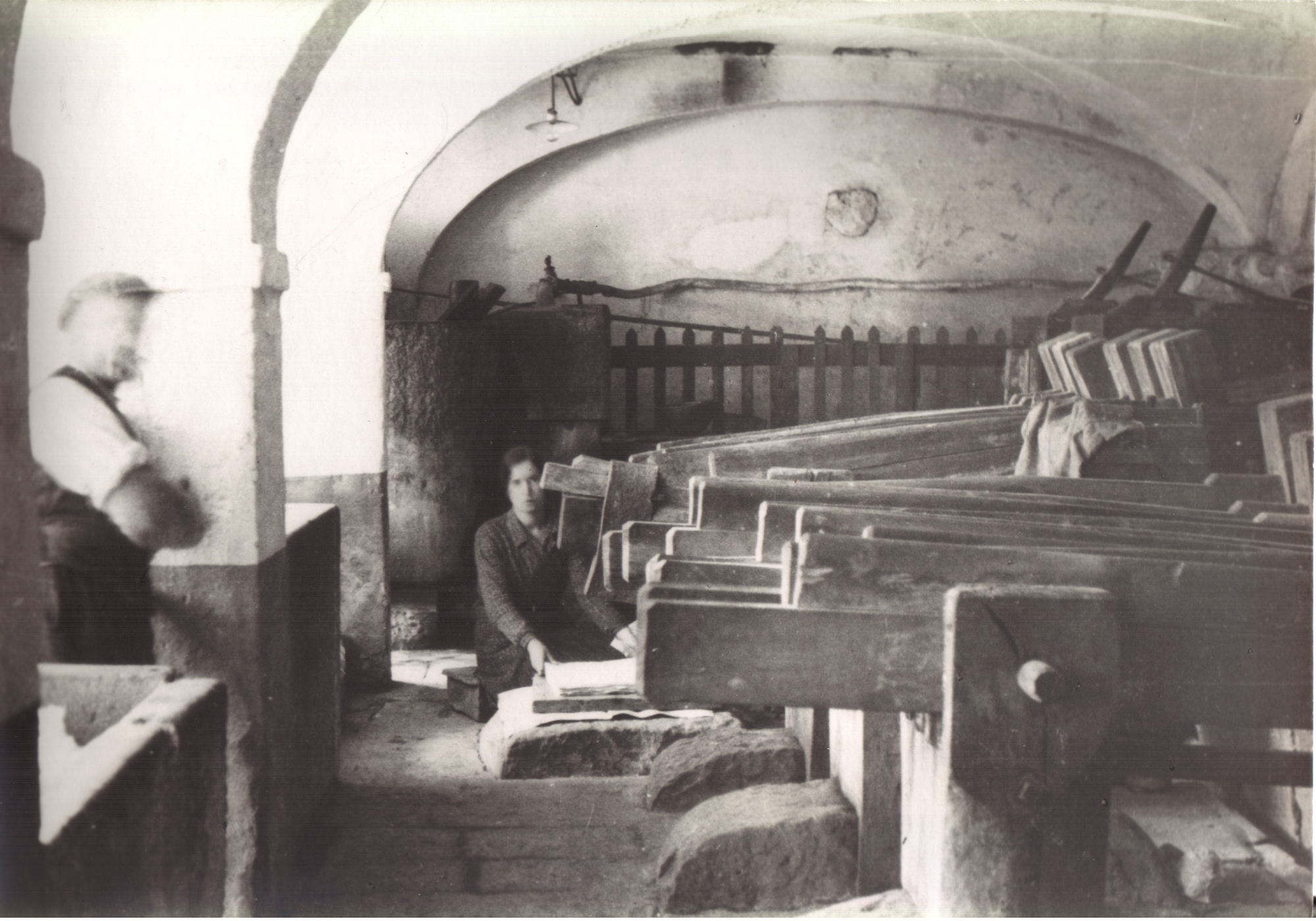
Chambre des piles et du maillet. Début duXXe siècle.

### Restauration
Après l'acquisition du bâtiment, le Musée a lancé un projet de rénovation des espaces afin de préserver les aspects historiques en permettant la fonctionnalité du musée. Les travaux prévoient la division de la papeterie en trois zones  :
- l'aile ouest, dont la restauration est achevée, abrite les archives historiques Magnani ;
- l'aile centrale abritera le musée avec toutes les machines utilisées dans le traitement et la production du papier et les quelque 7 000 pièces qui composent les collections ;
- l'aile est abritera l'entrée du musée, la billetterie, la boutique et les bureaux.

## Archives historiques Magnani
L'archive a été placée en 2016 dans la première aile du bâtiment restauré. Il abrite les documents historiques de la société Magnani entre le XVIIIe  et les premières années du XXIe siècle ; parmi eux les documents personnels, les registres des sociétés, les écrits et les papiers de Carlo Magnani . Grâce à cette documentation, il a été possible de reconstituer l'activité historique de la papeterie et les liens entrepreneuriaux de l'entreprise Magnani avec d'autres industries en Italie et à l'étranger  . L'archive est actuellement (2021) en phase de commande.

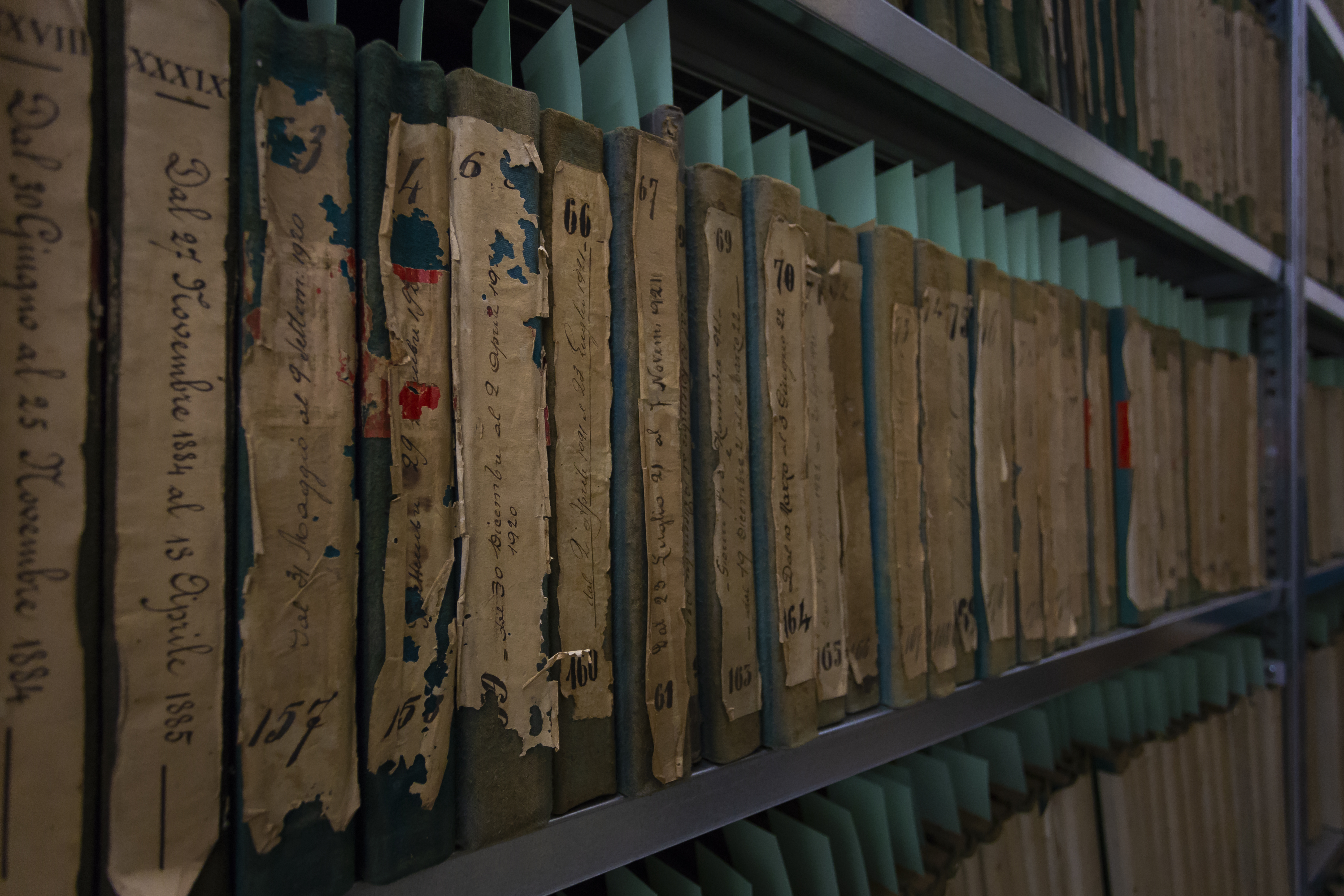
Archives historiques Magnani.
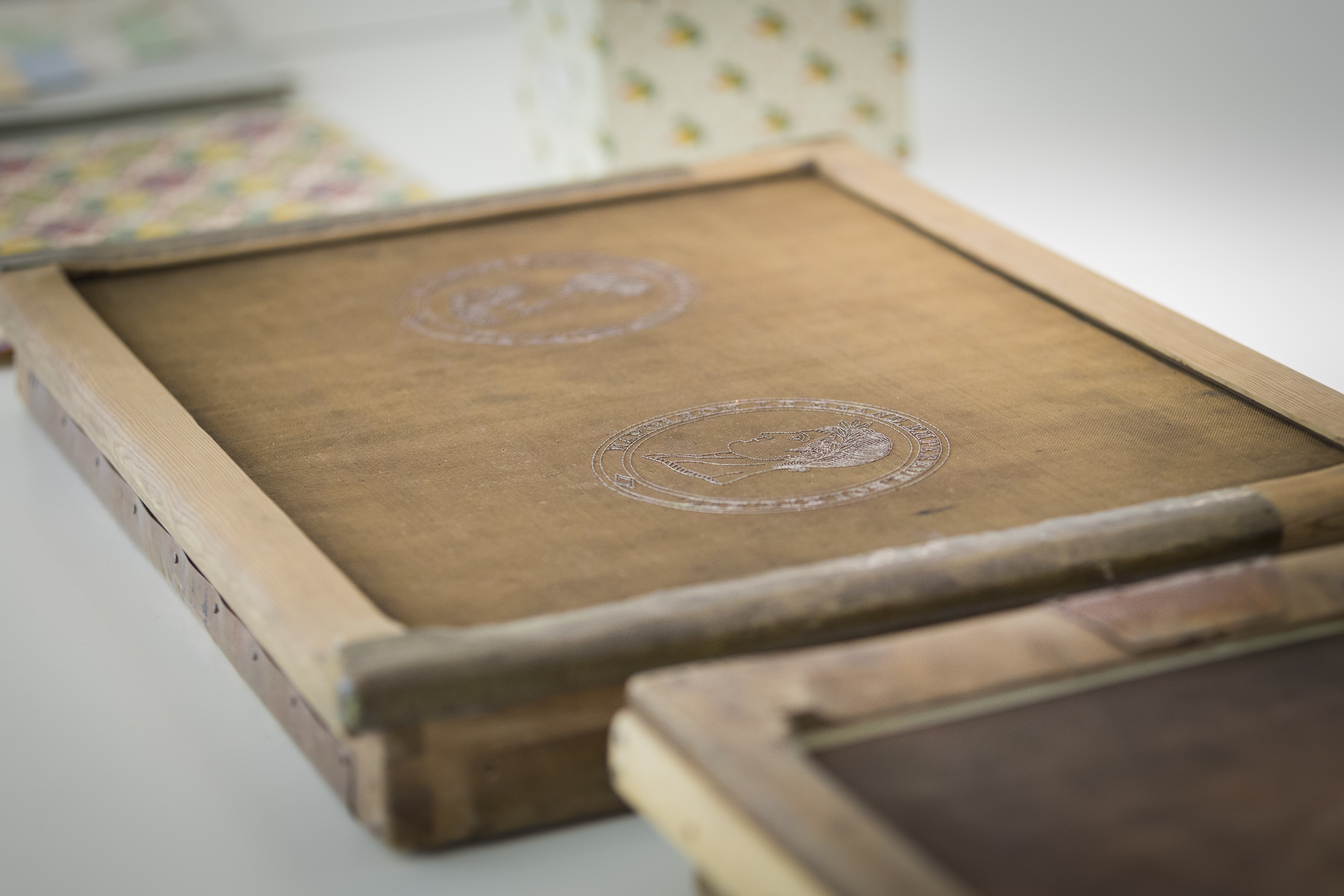
Archives historiques Magnani. Filigranes.

## Entreprise sociale Magnani Pescia Srl
En 2018, le Musée a donné naissance à l'Entreprise sociale Magnani  qui, après un transfert de compétences intergénérationnel, a repris la fabrication de papier filigrané artisanal sous la marque Enrico Magnani Pescia  .